# Hermann Joseph Muller

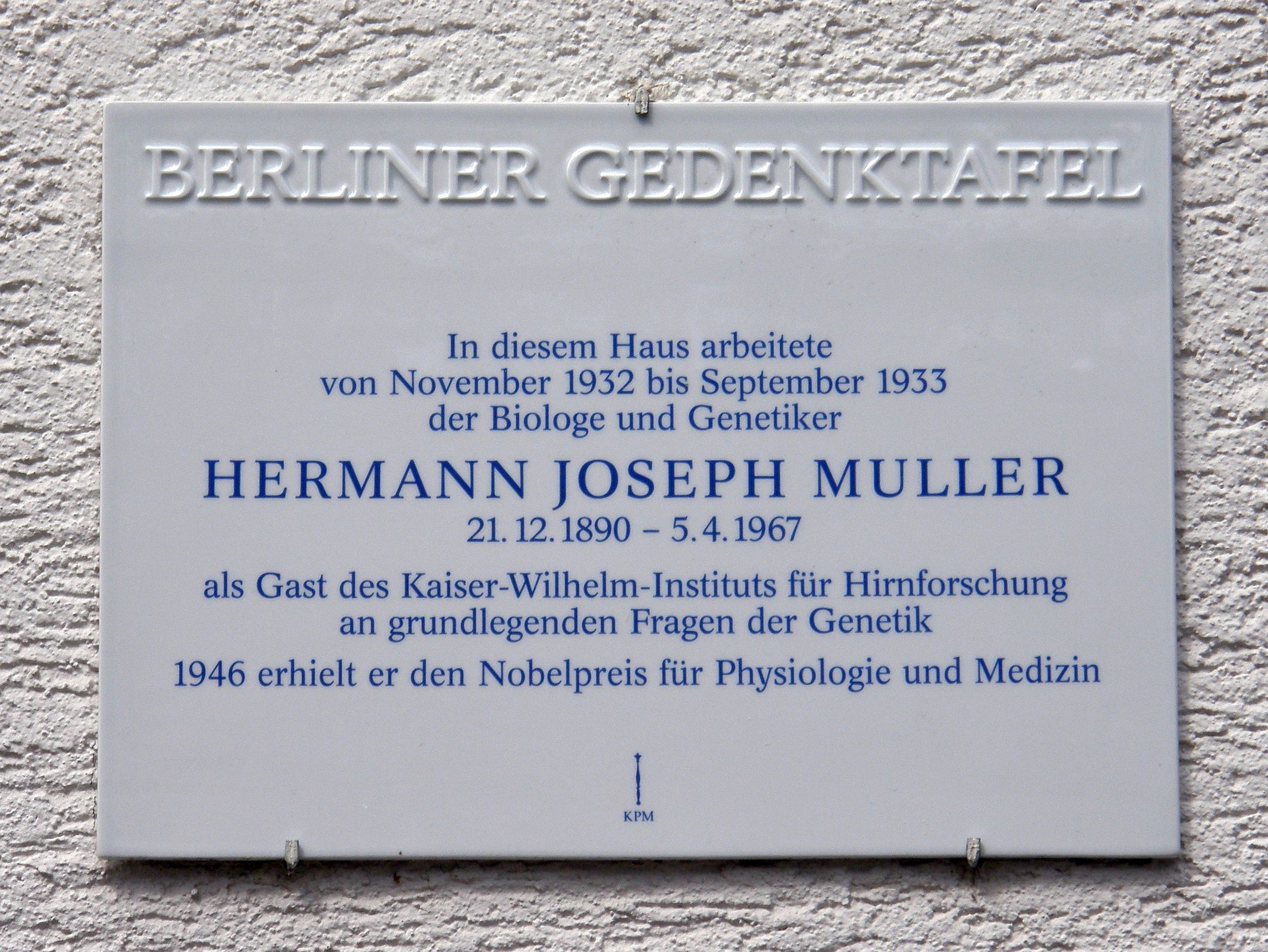
Tablica pamiątkowa na budynku w dzielnicy Berlina Buch, w którym w latach 1932–1933 pracował Hermann Muller

Hermann Joseph Muller (ur. 21 grudnia 1890 w Nowym Jorku, zm. 5 kwietnia 1967 w Indianapolis) – amerykański profesor zoologii Uniwersytetu w Austin i Bloomington wyróżniony w roku 1946 Nagrodą  Nobla w dziedzinie fizjologii lub medycyny „za odkrycie indukcji mutacji za pomocą promieniowania rentgenowskiego”.